# Kakurenbo
Kakurenbo (japonsky カクレンボ, v překladu Schovávaná) je japonský krátkometrážní animovaný film napsaný a režírovaný Šúheiem Moritou. Děj je situován v opuštěných ruinách starého města, kde si děti hrají na schovávanou. Ty, které hrály tuto hru, se ztratily. Schovávanou hraje i chlapec Hikora, který doufá, že tam najde ztracenou sestru.
Kakurenbo mělo premiéru v březnu 2005 na Tokyo International Anime Fair, kde vyhrálo cenu Notable Entry v hlavní kategorii. V Korejské republice tento film obdržel ocenění Best Film Nomination na Seoul Comics a Animation Festival. Kakurenbo vyhrálo kategorii "Nejlepší krátký film" ve Fantasia Festivalu v Montrealu.

## Postavy
- Hikora (ヒコラ) – mladý chlapec, který hraje schovávanou, aby našel ztracenou sestru.
- Sorinča (ソリンチャ) – Hikorova sestra.
- Jaimao (ヤイマオ) – Hikorův nejlepší přítel.
- Nošiga (ノシガ) – vůdce malého gangu.
- Tačiži (タチジ) – jeden z členů Nošigova gangu.
- Suku (スク) – další člen gangu.
- Inmu (インム) a Janku (ヤンク) – bratři dvojčata, jejichž příčina hraní je záhadou.